# Луцій Флавій Сільва Ноній Басс
Луцій Флавій Сільва Ноній Басс (лат. Lucius Flavius Silva Nonius Bassus; 40 — після 81) — державний та військовий діяч Римської імперії, консул 81 року.

## Життєпис
Походив з роду Флавіїв та Сальвіїв, був родичем Ноніїв. Службу розпочав військовим трибуном у IV Скіфському легіоні. Потім був квестором, народним трибуном й легатом XXI Стрімкого легіону. За правління імператора Веспасіана став патрицієм та пропретором.
У 73 році на чолі X Легіону, що охороняв протоку, придушував залишки колишнього юдейського повстання. Захопленням фортеці Масада закінчило Юдейську війну. З 73 до 80 року як імператорський легат керував Юдеєю. Після цього увійшов до колегії понтифіків. У 81 році став консулом разом з Луцієм Азінієм Полліоном Веррукозом. Можливо загинув на початку правління імператора Доміціана.